# Дон Хуан Матус
Дон Хуан Матус (исп. Don Juan Matus) — шаман из индейского племени яки, главным образом известный по произведениям Карлоса Кастанеды, Флоринды Доннер-Грау и Тайши Абеляр. Кастанеда утверждал, что встретился с доном Хуаном в 1961 году, после чего тот обучал его особой форме магии, основанной на традициях индейцев Древней Мексики, — так называемому «Пути воина». 
Некоторые авторы предполагают, что дон Хуан Матус вымышленный персонаж. По мнению Ришара де Милля, прототипом дона Хуана послужили масатекские курандеро Мария Сабина и Дон Аурелио из селения Уаутла де Хименес в Оахаке. Ещё одним прототипом дона Хуана представляется Тецлкаци Качора, с которым Кастанеда, по словам Качоры, был близко знаком.
В книгах Кастанеды Дон Хуан предстаёт мудрым шаманом, чей образ не совпадает со стереотипом индейского колдуна, а учение дона Хуана не совпадает с представлениями академической науки о шаманской культуре индейцев. Кастанеда считал, что дон Хуан описал некий тип познавательной системы, незнакомый европейцу, обычно ориентирующемуся на что-то «априорно» существующее (на свои представления о том, как мир должен быть устроен, жёстко сформировавшиеся под давлением социализации).
При адаптации знаний Дона Хуана, Кастанеда использовал многие термины и последние достижения западной философской мысли. Таким образом во многом метафоричная и аллегоричная, а главное — очень практичная система знаний шаманов Древней Мексики может быть относительно понятна европейскому читателю. В частности в книгах Кастанеды можно увидеть многие положения феноменологии Эдмунда Гуссерля, которые оказались подходящими для описываемой им системы.[уточнить]